# Ковалі (Вілейський район, Нарочанська сільська рада)
Ковалі (біл. вёска Кавалі) — село в складі Вілейського району Мінської області, Білорусь. Село підпорядковане Нарочанській сільській раді, розташоване в північній частині області.